# Sugihwaras (Adimulyo)
Sugihwaras is een bestuurslaag in het regentschap Kebumen van de provincie Midden-Java, Indonesië. Sugihwaras telt 1640 inwoners (volkstelling 2010).